# Oxyopes imbellis
Oxyopes imbellis là một loài nhện trong họ Oxyopidae.
Loài này thuộc chi Oxyopes. Oxyopes imbellis được Tord Tamerlan Teodor Thorell miêu tả năm 1890.